# М'яне
М'яне (італ. Miane, вен. Miàne) — муніципалітет в Італії, у регіоні Венето, провінція Тревізо.
М'яне розташовані на відстані близько 460 км на північ від Рима, 60 км на північ від Венеції, 34 км на північ від Тревізо.
Населення — 3372 особи (2014).

## Демографія
Населення за роками:

Станом на 1 січня 2023 року в муніципалітеті офіційно проживали 294 іноземці з 31 країни, серед них 74 громадяни країн Євросоюзу та 7 громадян України.

## Сусідні муніципалітети
- Фарра-ді-Соліго
- Фолліна
- Мель
- Вальдобб'ядене